# بانک تاناچارت
بانک تاناچارت (تایلندی: ธนาคารธนชาต) شرکت خدمات مالی و بانکداری تایلندی است، که در سال ۲۰۰۲ تأسیس شد.